# Brewerton
Brewerton és una concentració de població designada pel cens dels Estats Units a l'estat de Nova York. Segons el cens del 2000 tenia 3.453 habitants.

## Demografia
Segons el cens del 2000, Brewerton tenia 3.453 habitants, 1.376 habitatges, i 961 famílies. La densitat de població era de 421,9 habitants/km².
Dels 1.376 habitatges en un 40,6% hi vivien nens de menys de 18 anys, en un 49,4% hi vivien parelles casades, en un 15% dones solteres, i en un 30,1% no eren unitats familiars. En el 23,8% dels habitatges hi vivien persones soles el 8,8% de les quals corresponia a persones de 65 anys o més que vivien soles. El nombre mitjà de persones vivint en cada habitatge era de 2,51 i el nombre mitjà de persones que vivien en cada família era de 2,96.
Per edats la població es repartia de la següent manera: un 29% tenia menys de 18 anys, un 6,7% entre 18 i 24, un 35,4% entre 25 i 44, un 19,3% de 45 a 60 i un 9,6% 65 anys o més.
L'edat mediana era de 34 anys. Per cada 100 dones de 18 o més anys hi havia 91 homes.
La renda mediana per habitatge era de 43.061 $ i la renda mediana per família de 50.000 $. Els homes tenien una renda mediana de 39.239 $ mentre que les dones 27.654 $. La renda per capita de la població era de 18.327 $. Entorn del 6,6% de les famílies i el 7,5% de la població estaven per davall del llindar de pobresa.